# Barrage de Thénia
Le barrage de Thénia est une retenue d'eau actuelle wilaya de Boumerdès en Kabylie, Algérie), qui se situe au sud-ouest de la ville de Thénia, ville nodale de Kabylie, rattachée à la wilaya de Boumerdès, dans la daïra de Thénia. L'oued Mraldène, ou oued Bourdine, c'est aussi l'appellation donnée à la vallée traversée par la rivière qui alimente ce barrage de Thénia en passant par les villages de Tabrahimt, Méraldène, Gueddara, Mahrane et Tizouighine avant de rejoindre oued Arbia et oued Boumerdès jusqu'à se déverser dans la Méditerranée à l'est de la ville de Boumerdès.

## Géographie

### Localisation
Le barrage de Thénia est situé au centre de plusieurs villages à l'est et au sud-ouest de la ville de Thénia.

### Oued Bourdine
L'oued Bourdine est le réceptacle des eaux du versant nord de Thénia (massif de Khachna). Toutes les rivières en amont dans les deux commune de Ammal et Béni Amrane, ainsi que tous les ruisseaux, s'y jettent inlassablement. Oued Bourdine c'est aussi la partie en aval du plateau de Tabrahimt, son plus grand affluent qui prend naissance sur les hauteurs de Debbagha.

### Affluents
Les cours d'eau qui se jettent dans l'oued Bourdine:
- Oued Mraldène.
- Oued Arbia[1].
- Oued Boumerdès.

## Adduction des eaux de l'oued Bourdine
Les travaux d'adduction des eaux de l'Oued Bourdine ont été décidés en 1911.
Le maire Philippe Jalabert de Thénia avait annoncé la disponibilité des pièces du projet pour les entrepreneurs, à partir 30 avril 1911 jusqu'au 24 mai 1911, dans les bureaux de la mairie de Thénia, dans les bureaux de M. Chauzy, ingénieur en génie civil à Alger, et à la préfecture d'Alger.
En effet, le 24 mai 1911, à trois heures du soir, il a été procédé, en séance publique, dans la salle des adjudications de la mairie de Thénia et dans les formes réglementaires à l'adjudication au rabais, sur soumissions cachetées, des travaux d'adduction des eaux de l'oued Bourdine.
Ces travaux étaient évalués, pour les travaux à l'entreprise à 23 218,30 francs, pour la somme à valoir à 9 781,70 francs, et pour le total de la dépense à 33 000,00, avec un cautionnement de 1 000,00 francs.

## Construction du barrage
Les travaux de construction d'un barrage sur l'oued Bourdine ont été décidés en 1911.
Le maire Philippe Jalabert de Thénia avait annoncé la disponibilité des pièces du projet pour les entrepreneurs, à partir 30 avril 1911 jusqu'au 24 mai 1911, dans les bureaux de la mairie de Thénia, dans les bureaux de M. Chauzy, ingénieur en génie civil à Alger, et à la préfecture d'Alger.
En effet, le 24 mai 1911, à trois heures du soir, il a été procédé, en séance publique, dans la salle des adjudications de la mairie de Thénia et dans les formes réglementaires à l'adjudication au rabais, sur soumissions cachetées, des travaux de construction d'un barrage sur l'Oued Bourdine.
Ces travaux étaient évalués, pour les travaux à l'entreprise à 61 272,50 francs, pour la somme à valoir à 11 727,50 francs, et pour le total de la dépense à 73 000,00, avec un cautionnement de 2 500,00 francs.

### Budget du projet
Les travaux de construction du barrage comprenaient: 
- La construction du barrage proprement dit[3].
- La construction des annexes:
  - Déversoir avec canal de fuite maçonné
  - Chambre de manœuvre des vannes.

#### Description de l'ouvrage du barrage
En forme de couronne, le barrage aura 68 mètres de longueur et 3,25 mètres de largeur. 
Il est arasé à 13,26 mètres au-dessus du fond de l'oued, côté amont.
Sa section, variable avec la hauteur des fondations échelonnées sur les deux berges, a une largeur de 7,50 mètres au niveau du sol amont.
Il est surmonté de deux parapets ayant 0,80 mètre de hauteur sur 0,40 mètre d'épaisseur. 
La hauteur des fondations est donnée à titre d'indication seulement.
Elle pourra varier, en plus où en moins, avec la nature du sol rencontré.

#### Description de l'ouvrage du déversoir
Le seuil du déversoir est arasé à 1 mètre en contrebas du niveau supérieur du barrage.
Il a 8 mètres de largeur.
Le déversoir est prolongé par un canal de fuite maçonné de 5 mètres de largeur avec port radiers et bajoyers de 0,50 mètre d'épaisseur.

#### Description de l'ouvrage de la chambre de manœuvre
La chambre de manœuvre des vannes de prise est édifiée sur le barrage.
Elle à 2,60 mètres sur 2,85 mètres de vide.
Les murs sont en maçonnerie ordinaire de 0,40 mètre d'épaisseur.
Elle est couverte en tôle ondulée sur charpente en sapin rouge du Nord.

#### Description de l'ouvrage des évacuateurs
Les évacuateurs présenteront une section rectangulaire à l'amont de 0,35 mètre sur 0,50 mètre surmontée d'une voûte en plein cintre de 0,50 mètre de diamètre, le radier aura une pente de 0.04 par mètre.

#### Description de l'ouvrage des appareils de prise et vannes de fermeture des évacuateurs.
Ces appareils ne font pas partie du présent marché et seront payés sur la somme à valoir. La commune de Thénia se réserve de fournir les dits appareils à l'entrepreneur qui devra en assurer la pose.

### Suivi du projet
Le Conseil Municipal de la ville de Thénia, dans sa séance du 1er septembre 1912, avait approuvé les conclusions des rapports de l'ingénieur de la ville au sujet du décompte définitif des travaux de construction du barrage de l'oued Bourdine et de la fixation définitive des dépenses autorisées des entreprises Schneider Auguste et Fratissier.

### Réception de l'ouvrage
De toutes les questions économiques algériennes, la plus importante est celle des approvisionnements d'eau, souvent difficiles à réaliser.
Aussi est-ce avec satisfaction que la population de la ville de Thénia avait vu terminer et inaugurer le 26 février 1913 l'important barrage de l'oued Bourdine.
Ainsi, le 26 février 1913, la commission des travaux présidée par le maire, accompagnée par M. l'ingénieur Chauzy, auteur du projet, a procédé, en présence de M. Auguste Schneider, entrepreneur à Thénia, à la réception définitive du barrage.
Cet ouvrage de 14 mètres de hauteur sur 70 mètres de largeur, barrant la vallée du Méraldène, peut retenir un volume d'eau de 30,000 mètres cubes.
Cette eau est destinée à l'alimentation des dépôts de machines et ateliers des chemins du fer de l'État algérien concurremment avec la prise directe à 300 mètres en amont.
La conception de cet ouvrage important qui a permis dans une région aride d'amasser l'eau suffisante aux besoins industriels de la ville de Thénia, fait le plus grand honneur à l'une des précédentes municipalités présidée par l'honorable M. Fatton, qui en a poursuivi la réalisation ; à l'éminent et distingué ingénieur M. Chauzy qui en a dressé le projet et surveillé l'exécution, enfin à M. A. Schneider qui a exécuté les travaux avec compétence.
La réception définitive a été faite le barrage plein, toutes les conditions étaient réunies pour que la commission puisse se prononcer en tout état de cause.
Avec barrage, électricité, municipalité intelligente et travailleuse, Thénia était ainsi devenue un centre remarquable.

## Exploitation du barrage

### Alimentation de la Gare ferroviaire
Lors de la création de la gare ferroviaire de Thénia, durant l'époque coloniale, une retenue d'eau a été érigée au niveau du village de Mahrane, au nord-ouest de la ville, pour subvenir aux besoins en eau de cette station ferroviaire arrimant Alger à Tizi Ouzou et à Constantine.
À l'origine, le site de ce barrage de Thénia était un ruisseau, le Chrob-ou-Hrob ("اشرب واهرب" signifiant « bois et fuis » à cause de la présence de fauves, qui s'y abreuvaient, notamment le lion de l'Atlas). D'où le nom de Mahrane donné au village mitoyen, signifiant en langue berbère « source aux lions ».
Ce barrage se trouve à l'ouest de Thénia où il permettait des balades individuelles et familiales à l'époque où il avait une bonne retenue d'eau. Il est actuellement presque totalement envasé, et la route qui y mène reste à goudronner.
Même dans le passé, il arrivait au barrage de Mahrane de manquer d'eau durant les années à faible pluviométrie.
Des générations d'habitants de Thénia ont fait leurs premières brasses dans le bassin du barrage.
Il existait à 20 mètres au-dessus du barrage un énigmatique rocher à côté d'un petit puits. Il y avait dessus une belle gravure d'apparence naturelle, représentant un sabot de cheval et un pied d'homme de plus de 35 cm.
Les instituteurs des écoles primaires de Thénia amenaient chaque printemps leurs élèves en promenade jusqu'au barrage.
Ce barrage servait à alimenter les locomotives à vapeur de la gare de Thénia. Pour cela, l'eau arrivait du barrage de Mahrane jusque dans des bassins de compensation situés en face de la gare.
Les enfants de Thénia apprenaient aussi les rudiments de la nage dans ces bassins, en plus du lac de retenue du barrage. Ces bassins accueillaient aussi des poissons d'eau douce.
Tout autour du barrage de Mahrane étaient récoltés les myrtilles dites « chelmoune شلمون » et les arbouses dites « sissenoue سيسنو ». Le lièvre y était aussi chassé à côté des vannes.

### Entretien
Lors de la séance du 20 juin 1915 du conseil communal de Thénia, présidée par le maire César Boniface, il avait été approuvé le traité de gré à gré passé avec la Maison Robert et Durafour pour réparations des vannes du barrage de l'oued Bourdine.

### Extension
Lors de la séance du 16 novembre 1930 du conseil communal de Thénia, présidée par le maire César Boniface, il avait été décidé la mise à l'étude de l'exhaussement du barrage de l'oued Bourdine pour augmenter la capacité de retenue de l'eau industrielle destinée aux dépôts et ateliers de la gare ferroviaire de Thénia.